# Contrexéville
Contrexéville este o comună franceză situată în departamentul Vosges, în regiunea Grand Est.
Contrexéville este cunoscută în principal ca o stațiune balneară, a cărui apă minerală este comercializată sub marca Contrex.

## Geografie

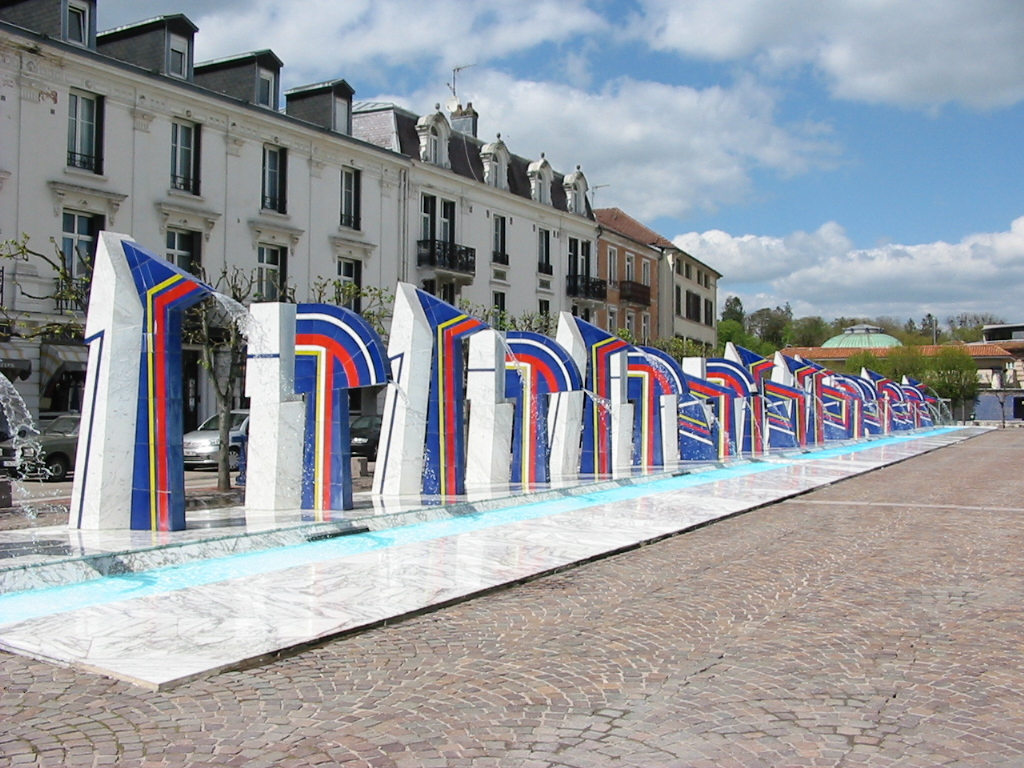
Piața Fântânilor.

### Localizare
Contrexéville este un mic oraș situat în nord-estul Franței, în vestul departamentului Vosges. Orașul este traversat de râul Vair. Contrexéville se află în apropierea orașului Vittel, care este, de asemenea, o stațiune balneară renumită.

### Comune limitrofe
|                         | Mandres-sur-Vair Norroy |                   |
| Bulgnéville Suriauville |                         | Vittel Lignéville |
|                         | Dombrot-le-Sec          |                   |

### Geologie și relief
Contrexéville se află într-o regiune deluroasă la marginea Platoului Lorrain, la câteva zeci de kilometri de Munții Vosgi.
Orașul este parțial situat deasupra bazinului carbonifer keupérian din Vosgi.

### Hidrografie

#### Rețeaua hidrografică
Comuna este situată în bazinul hidrografic al Meuse, în cadrul bazinului Rhin-Meuse. Este drenată de râul Vair, pârâul Arceau, pârâul Froide Fontaine, pârâul Chaille și pârâul Suriauville.
Râul Vair, cu o lungime totală de 65,3 km, își are izvorul în comuna Dombrot-le-Sec și se varsă în Meuse la Maxey-sur-Meuse, la granița cu Greux, după ce a traversat 23 de comune.

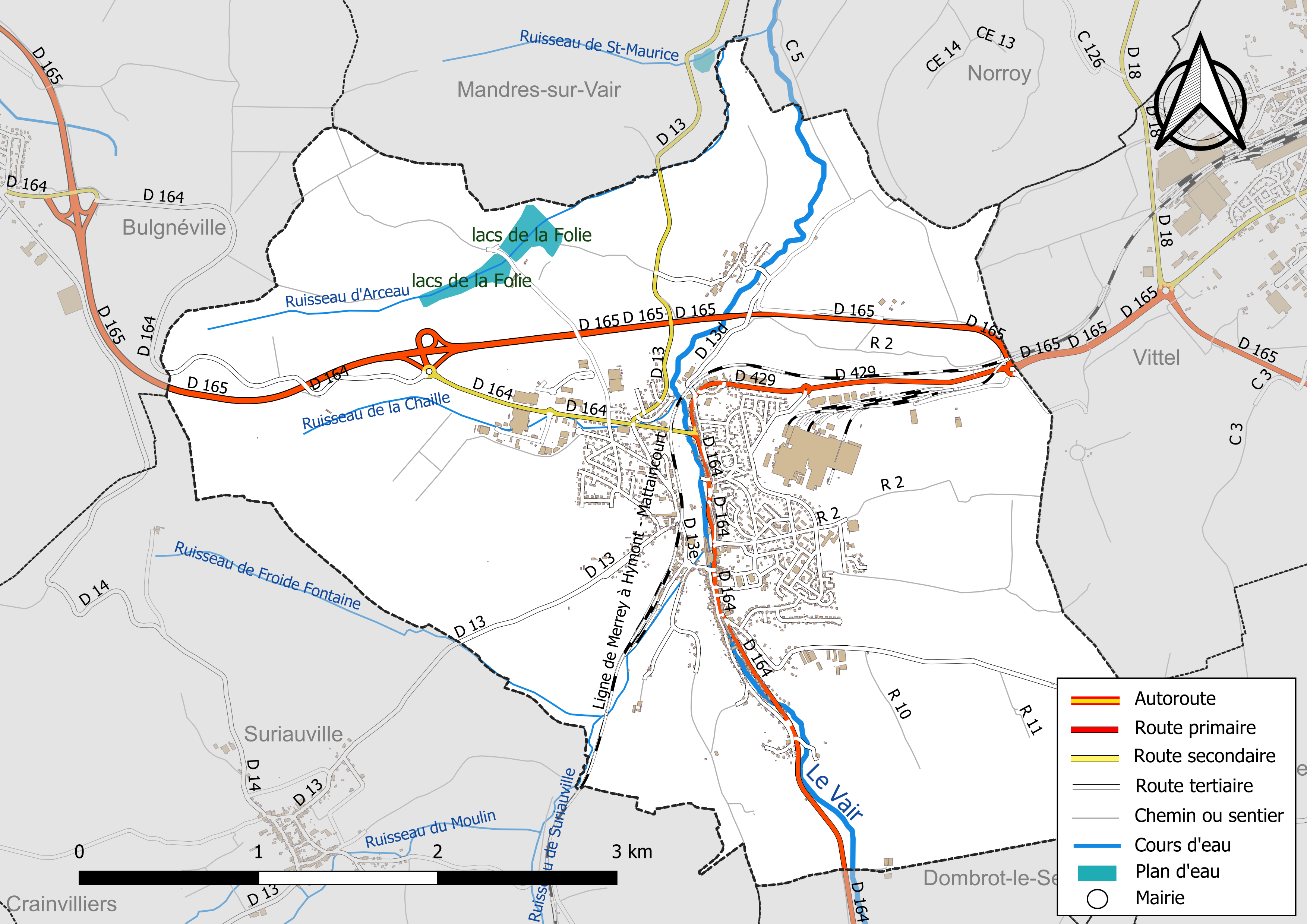
Rețelele hidrografice și rutiere Contrexéville.

#### Managementul si calitatea apei
Teritoriul comunei este acoperit de schema de amenajare și de gestionare a apelor (SAGE) „Nappe des Grès du Trias Inférieur”. Acest document de planificare, care include teritoriul din zona de distribuție a apelor din pânza freatică a Grès din Triasicul Inferior (GTI), cu o suprafață de 1.497 km², este în curs de elaborare. Obiectivul urmărit este de a stabiliza nivelurile piezometrice ale pânzei freatice GTI și de a atinge un echilibru între extrageri și capacitatea de reîncărcare a pânzei freatice. Schema trebuie să fie coerentă cu obiectivele de calitate definite în SDAGE Rhin-Meuse și Rhône-Méditerranée. Structura responsabilă pentru elaborarea și implementarea acesteia este consiliul departamental al Vosges.
Calitatea apei și a cursurilor de apă poate fi consultată pe un site dedicat, gestionat de agențiile de apă și de Agenția Franceză pentru Biodiversitate.

### Clima
În 2010, clima comunei este clasificată ca fiind de tip montan, conform unui studiu realizat de Centrului Național de Cercetare Științifică (CNRS) pe baza unui set de date care acoperă perioada 1971-2000. În 2020, Météo-France publică o tipologie a climatului pentru Franța metropolitană, în care comuna se află într-o zonă de tranziție între climatul oceanic și climatul continental și este inclusă în regiunea climatică Lorraine, plateau de Langres, Morvan. Această regiune se caracterizează printr-o iarnă aspră (1,5 °C), vânturi moderate și ceață frecventă toamna și iarna.
Pentru perioada 1971-2000, temperatura medie anuală este de 9,4 °C, cu o amplitudine termică anuală de 17 °C. Cumulul anual mediu de precipitații este de 930 mm, cu 13 zile de precipitații în ianuarie și 9,5 zile în iulie. Pentru perioada 1991-2020, temperatura medie anuală observată la stația meteorologică Météo-France cea mai apropiată, „Lignéville”, situată în comuna Lignéville la 5 km în linie dreaptă, este de 10,3 °C și cumulul anual mediu de precipitații este de 856,3 mm. Temperatura maximă înregistrată la această stație este de 38,7 °C, atinsă pe 25 iulie 2019; temperatura minimă este de −17,5 °C, atinsă pe 20 decembrie 2009.
Parametrii climatici ai comunei au fost estimați pentru mijlocul secolului (2041-2070) conform diferitelor scenarii de emisie de gaze cu efect de seră, bazate pe noile proiecții climatice de referință DRIAS-2020. Aceștia pot fi consultați pe un site dedicat publicat de Météo-France în noiembrie 2022.

## Urbanism

### Tipologie
La 1 ianuarie 2024, Contrexéville este clasificată drept un bourg rural, conform noii grile comunale de densitate cu șapte niveluri, definită de INSEE (Institutul Național de Statistică și Studii Economice) în 2022. Ea face parte din unitatea urbană Contrexéville, o unitate urbană monocomunală care constituie un oraș izolat. De asemenea, comuna face parte din zona metropolitană Vittel - Contrexéville, din care este o comună a polului principal. Această zonă, care reunește 72 de comune, este clasificată în categoria zonelor cu mai puțin de 50.000 de locuitori.

### Utilizarea terenului
Ocupația terenurilor din comună, așa cum reiese din baza de date europeană Corine Land Cover (CLC) privind ocuparea biogeografică a solurilor, este caracterizată de importanța teritoriilor agricole (45,3% în 2018), o proporție aproape echivalentă cu cea din 1990 (45,7%). Distribuția detaliată în 2018 este următoarea: pajiști (34,1%), păduri (32,3%), zone urbanizate (13,1%), zone agricole eterogene (11%), zone industriale sau comerciale și rețele de comunicații (9,4%), terenuri arabile (0,2%). Evoluția ocupării terenurilor în comună și a infrastructurilor sale poate fi observată pe diferitele reprezentări cartografice ale teritoriului: harta Cassini (secolul XVIII), harta de stat-major (1820-1866) și hărțile sau fotografiile aeriene ale IGN pentru perioada actuală (1950 până în prezent).

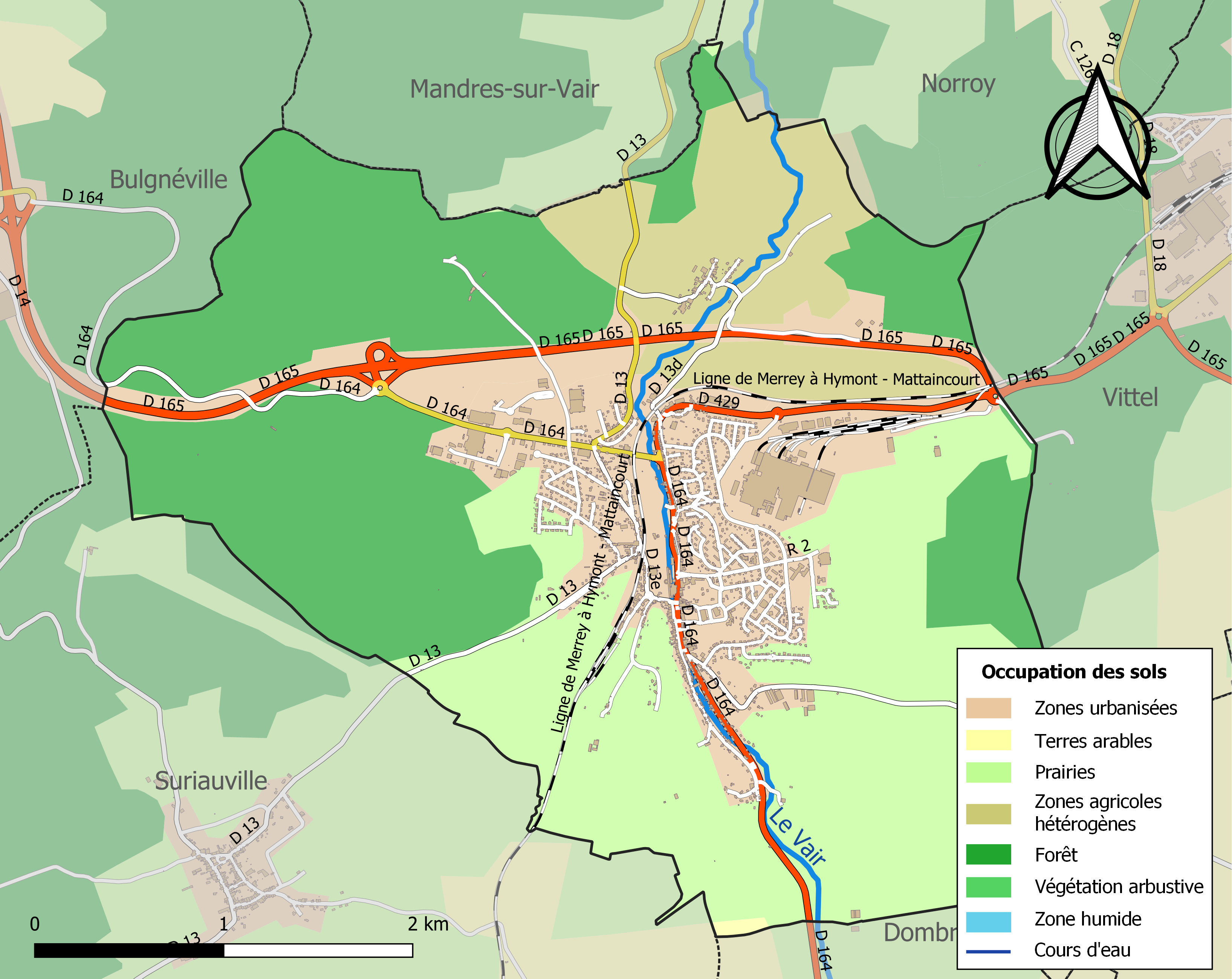
Harta infrastructurii și utilizării terenului a comunei în 2018 (CLC).

### Căi de comunicație și transport

#### Drumuri
Din 1984/85, Contrexéville are acces la autostrada A31, iar ieșirea nr. 9 se află la 7 km, în comuna Bulgnéville.
Centura de ocolire a orașului a fost inaugurată pe 25 iunie 2005 și se află între autostrada A31 și Épinal.

#### Linii SNCF
Contrexéville se află pe linia feroviară dublă Merrey - Hymont - Mattaincourt, inaugurată în 1881. Din cauza întreținerii precare și a unei frecvențe scăzute, serviciul de pasageri a fost suspendat pe 17 decembrie 2016. Traficul de pasageri a fost reluat în aprilie 2019, cu un tren în fiecare vineri în direcția Paris - Vittel și un tren în fiecare duminică în direcția Vittel - Paris.

## Toponimie
Studiile etimologice au fost mult timp neclare înainte de a conveni că numele Contrexéville este format din numele propriu german Gondéric (Guntharis), la care se adaugă sufixele -iaca și -villae (-iacum pentru domeniu și villa pentru habitat). Inițial, numele satului era Gundericiacavilla, care a evoluat în Gundrecivilla și apoi în Contrexéville, datorită diverselor modificări lingvistice. Acestea sunt forme scrise. Pronunția modernă cu /ks/, greșit adaptată la grafia actuală, nu corespunde formei în romană lorena, care ar fi fost /š/ sau /ʃ/ (adică s ușor șuierător sau ch), care s-ar pronunța /s/ în franceza standard (cf. Xonrupt). N.B.: Acest tip de eroare este frecvent în franceza administrativă și școlară de un secol încoace (în Bruxelles, Auxerre etc.).

## Istorie

### Preistorie
Prezența primilor vânători-culegători este atestată acum mai bine de 40.000 de ani pe platourile care domină Contrexéville, datorită numeroaselor descoperiri de unelte din piatră cioplită, inclusiv biface datate din perioada Paleoliticului.
Perioadele mezolitică și neolitică sunt caracterizate prin vârfurile de săgeți. Începând cu aproximativ 5000 î.Hr., sedentarizarea oamenilor devine un factor de transformare a peisajului prin defrișări și agricultură.

### Antichitate
Urmele galilor, celții din epoca fierului, sunt încă vizibile; câmpurile tumulare fiind răspândite în păduri. Numeroasele obiecte pe care le conțineau sunt expuse la Muzeul Național din Saint-Germain-en-Laye și la cel din Épinal.
Drumurile romane, necropolele și vilele cercetate de INRAP (Institutul Național de Cercetări Arheologice Preventive) permit reconstituirea ocupării teritoriale a zonei Contrexéville de către oameni în perioada care se întinde de la La Tène (-300 î.Hr.) până la sfârșitul Imperiului Roman (500 d.Hr.).

### Evul Mediu

#### Merovingienii
Două situri merovingiene, precursoare ale satului Contrexéville, au fost descoperite. În centrul orașului: o așezare cu o forjă, construită pe ruinele unei vile gallo-romane. La ieșirea nordică a aglomerației: o necropolă cu 28 de morminte datate între 450 și 650 d.Hr., probabil în apropierea unui cătun. Aceasta este perioada în care au apărut numele multor orașe, iar Contrexéville este un astfel de exemplu.

#### Din secolul al VII-lea până în secolul al XII-lea
O lungă perioadă lacunară de patru secole ne privează de elemente istorice care ar putea să ne dezvăluie evoluția satului între Gunderic, din secolul al VII-lea, și construirea bisericii romanice dedicate Sfântului Epvre la mijlocul secolului al XII-lea.

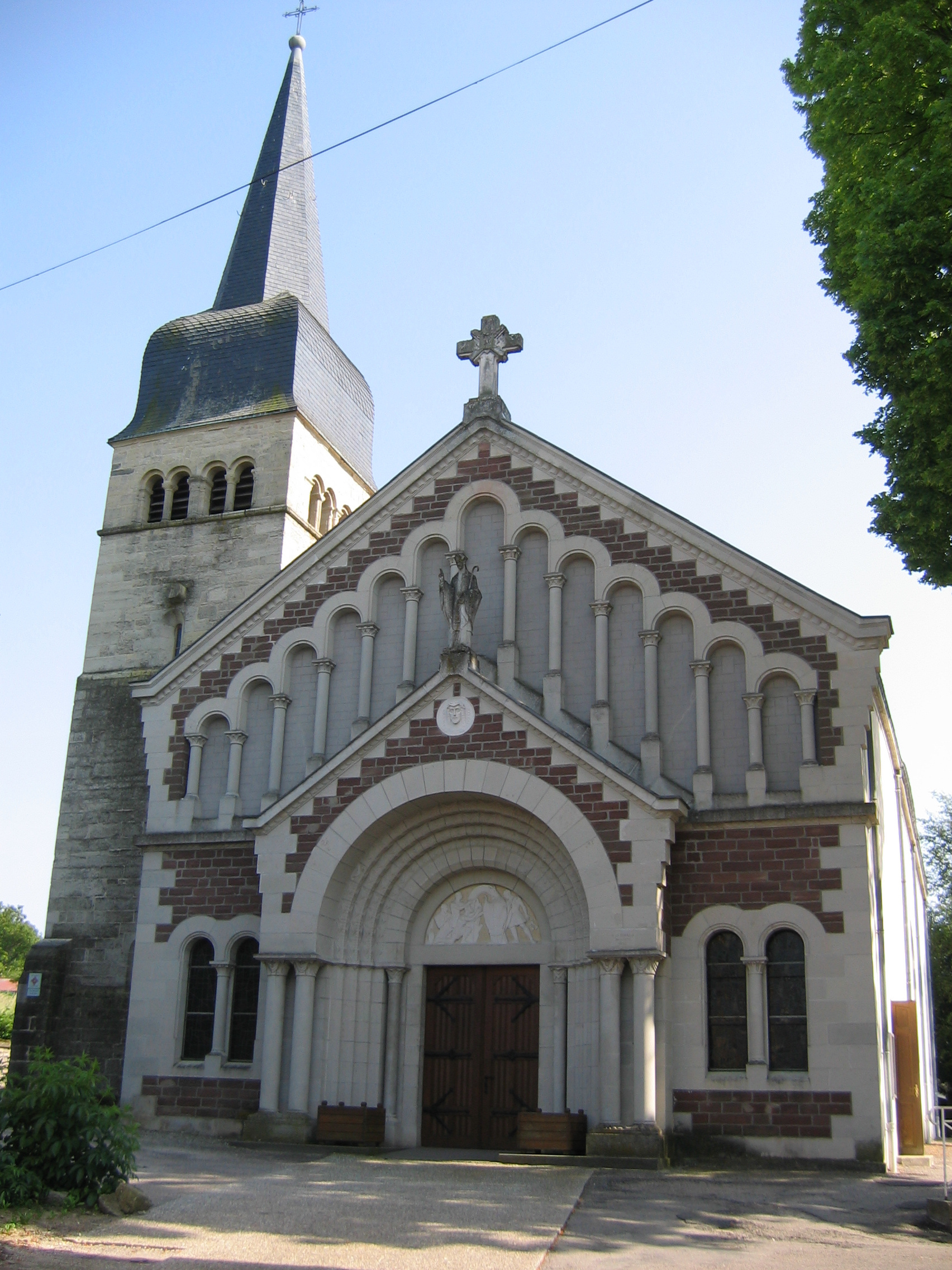
Biserica Saint-Epvre.

#### Secolul al XII-lea
Datorită apariției primului document scris, un cartular care aduce Gundrecivilla în lumină în 1213, știm că stăpânul Contrexéville era Aubert de Darney, o persoană de seamă care a donat biserica pe care o deținea călugărilor cluniacensi de la prioratul Relanges (fondat în 1030 de Ricuin de Darney și soția sa Lancrède – confirmat în 1050 de Papa Leon al IX-lea). Numeroase pergamente păstrate în arhivele departamentale ne permit să urmărim dezvoltarea rurală lentă a comunității satului care, până la începutul secolului al XVII-lea, a trăit în ritmul arăturilor, semănăturilor și recoltelor. Războiul de 100 de ani și arestarea unui slujitor numit Maurice, care spiona pentru englezi și care a fost prins de către preotul din Lamarche și prezența morii în secolul al XV-lea, sunt singurele evenimente notabile.

### Epoca modernă

#### Din secolul al XV-lea până în secolul al XVI-lea
La 1580, în căutarea apei miraculoase, celebrul Montaigne trece destul de aproape de Contrexéville; el va rămâne la Plombières, suferind de pietre la rinichi (boala care i-a fost fatală). Totuși, în secolul al XVI-lea, există un climat de prosperitate care, într-un context spiritual exacerbat de conflictele religioase, se manifestă prin crearea a numeroase statui care și astăzi împodobesc biserica parohială.

#### Războiul de treizeci de ani (secolul al XVII-lea)
Ducatul Lorena va suferi din cauza acestui război îndelungat. Între 1631 și 1648, armatele franceze și aliații lor (în special suedezi și croați), precum și cele ale Sfântului Imperiu Roman, susținute de ducele Carol al IV-lea de Lorena, se vor confrunta, traversând țara în toate direcțiile.
Contrexéville este ferit, protejat în fundul văii sale, departe de principalele căi de comunicație; nu a fost însă cazul micuțului sat vecin, Agéville (de asemenea, ortografiat Hagéville), care a fost incendiat în 1634.

#### Secolul al XVIII-lea
Puține lucruri diferențiază Contrexéville de celelalte sate care au fost repopulate treptat, cu excepția forjei sale în aval de sat spre Outrancourt. Aparține marchizului des Salles, acum singurul domn al Contrexéville.
În 1736, ducele de Lorena Francisc al III-lea este constrâns să-și schimbe ducatul cu Toscana. El se va căsători cu fiica împăratului germanic și va deveni fondatorul dinastiei Habsburg-Lorena. Socrul regelui Franței Ludovic al XV-lea, regele detronat al Poloniei, Stanisław Leszczyński, primește Lorraine și Barrois în mod viager.
În această perioadă a secolului Luminilor, se vorbea mult despre medicamentele alternative și, în special, despre virtuțile curative ale anumitor ape minerale. În Lorena, erau cunoscute cele de la Plombières, Bains-les-Bains și Bussang. Însă, la curtea lui Stanislas, a început să se discute despre o fântână minerală aparținând Reinei Lamblin, văduva Brunon; situată la Contrexéville, un sat din județul Darney, apa sa a vindecat o tânără din mica nobilime care suferea de pietre la rinichi. Aceasta a fost suficient pentru ca doctorul Charles Bagard, medicul personal al Majestății Sale Poloneze, să se intereseze îndeaproape de această apă, pe care a analizat-o pentru posteritate, prezentându-și celebrul său Memoriu despre apele minerale de la Contrexéville în fața Societății Regale de Științe și Arte, pe 10 ianuarie 1760.
În 1766, Stanislas moare și ducatul de Lorraine este anexat de regatul Franței.
Notorietatea apei din izvoarele minerale de Contrexéville începe să crească considerabil. În 1773, Pierre Thouvenel, un tânăr medic de 26 de ani, proaspăt absolvent al facultății de la Montpellier, este numit inspector al apelor minerale de Contrexéville. Vara, el petrece timpul în stațiune, iar restul anului la Paris, alături de curtea regelui, dedicându-se unei cercetări care a determinat mai mulți nobili să vină să urmeze o cură și să beneficieze de tratamente în modestul său stabiliment termal de la Contrexéville.
În decurs de aproximativ zece ani, frecvența stațiunii este crescută de prezența unei bune părți a burgheziei și a nobilimii.
Nereușind să îmbunătățească domeniul termal și neavând succes în obținerea ajutorului financiar din partea intendentului de Lorena, Chaumont de La Galaizière, doctorul Thouvenel părăsește Contrexéville la scurt timp după 1781. Între timp, proprietarul Jean-Baptiste Brunon (fiul lui Reine Lamblin), extrem de îndatorat și evident un slab manager, vinde izvorul și o parte din domeniu unui om de afaceri din Nancy, Jean François Villiez.
La acel moment, vânzarea anuală era de 2.000 de litri de apă de Contrexéville. Când a avut loc Revoluția, frecvența izvorului mineral era deja într-o stare de declin semnificativ. Fără un medic inspector atașat stațiunii, aceasta își pierduse clientela valoroasă, care s-a îndreptat către alte stațiuni concurente.
Revoluția Franceză trece fără a provoca daune, dar războaiele care urmează, inclusiv cele din timpul Primului Imperiu, decimează o parte din tineretul satului.

### Epoca contemporană

#### Secolul al XIX-lea
Documentele din 1802 sugerează o reluare a curelor, aproximativ cincizeci de băutori de apă frecventează izvorul mineral, care devenise proprietatea domnului François Drouillot. Acesta va lăsa mai târziu proprietatea fiului său, Victor Drouillot, și amândoi vor ocupa funcția de primar al satului, succesiv, între 1800 și 1826.
În 1840, Contrexéville este încă un sat dedicat agriculturii. Are 708 locuitori, 209 gospodării și 184 de case. În 1859, se acordă o concesiune pentru exploatarea cărbunelui. Noul proprietar al apelor minerale, Duperrier-Dumouriez, anunță aproximativ o sută de băutori de apă în jurul izvorului mineral, care începe să fie numit „izvorul Pavillon”, deoarece un mic edificiu octogonal din lemn îl protejează. De fiecare parte, o galerie închisă în formă de potcoavă îl leagă de clădirea băilor pe de o parte și de hotelul pe de altă parte.
Deși vocația cerealieră a satului rămâne neschimbată, se observă totuși o creștere a frecvenței, noul hotel de la Providence primind oaspeții. Domeniul termal a schimbat proprietarul, acesta fiind ultimul înainte de modificările ulterioare. Noul proprietar, Lormont-Brocard, deține printre altele parcul și castelul din Épinal, pe care le va lăsa orașului, fapt care îi va aduce o mică stradă cu numele său pentru posteritate.
O nouă rețea rutieră trece prin Contrexéville: drumul de la Mézières la Belfort în 1845 și apoi drumul de la Épinal la Langres în 1865. Astfel, stațiunea, devenită accesibilă și mai bine deservită, vede numărul oaspeților în creștere.
În 1850, un vizitator care va deveni celebru ulterior a venit pentru prima dată să bea la izvor, este vorba despre Louis Bouloumié, fondatorul domeniului termal de Vittel. La 8 decembrie 1864, se creează o societate a apelor minerale din Contrexéville, care achiziționează domeniul termal. De atunci, satul cunoscuse o revitalizare care a transformat treptat structura sa rurală într-o stațiune termală. Nici epidemiile teribile de holeră din 1832 și 1854, nici războiul din 1870 nu au împiedicat expansiunea sa, deși un act de bravură al unui temerar locotenent al armatei franceze a fost pe cale să declanșeze, ca represalii, incendierea satului. În 1881, calea ferată ajunge la stațiune, punând Parisul la mai puțin de șase ore de Contrexéville, și astfel, o mulțime din ce în ce mai mare de vizitatori începe să sosească.
În 1885, un nou pavilion al izvoarelor este construit de arhitectul Schertzer, în stilul pavilionului Baltard, utilizând fier, fontă și sticlă.
Fermele din sat se transformă în hoteluri, vile și apartamente de închiriat care găzduiesc clienții. La izvor, apa este îmbuteliată pentru a fi expediată. Economia satului se schimbă, iar agricultorii își diversifică producția, devenind și crescători de animale.
În 1899, stațiunea are 924 de locuitori, 268 de gospodării și 243 de case, la care se adaugă 32 de hoteluri. Aproximativ 3.000 de Vizitatori frecventează stațiunea, iar producția de apă îmbuteliată ajunge la două milioane de litri pe an.

#### Secolul al XX-lea
Între 1900 și 1914, perioada Belle Époque aduce schimbări majore în oraș, care își finalizează transformarea. Fața orașului este complet schimbată: se construiesc șapte hoteluri, dintre care două sunt palate: „Continental” și „Cosmopolitain”. Celelalte hoteluri sunt extinse, fie prin adăugarea unui etaj suplimentar, fie prin reorganizarea spațiului disponibil. 
Râul care traversa satul este acum canalizat și acoperit cu o esplanadă, iar orașul începe să se extindă de-a lungul drumurilor. Parcul este extins, iar orașul primește un templu protestant și o capelă ortodoxă. Cazinoul este inaugurat în iunie 1900, proiectat de arhitectul François Clasquin.

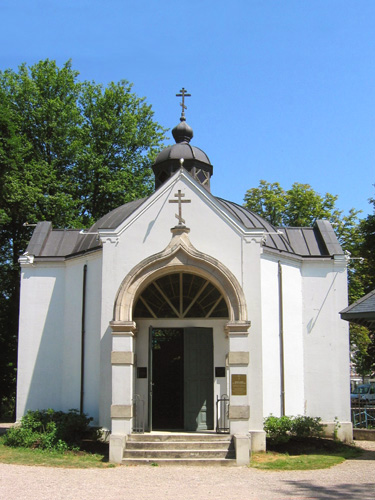
Capela Saint-Vladimir-and-Sainte-Marie-Madeleine.
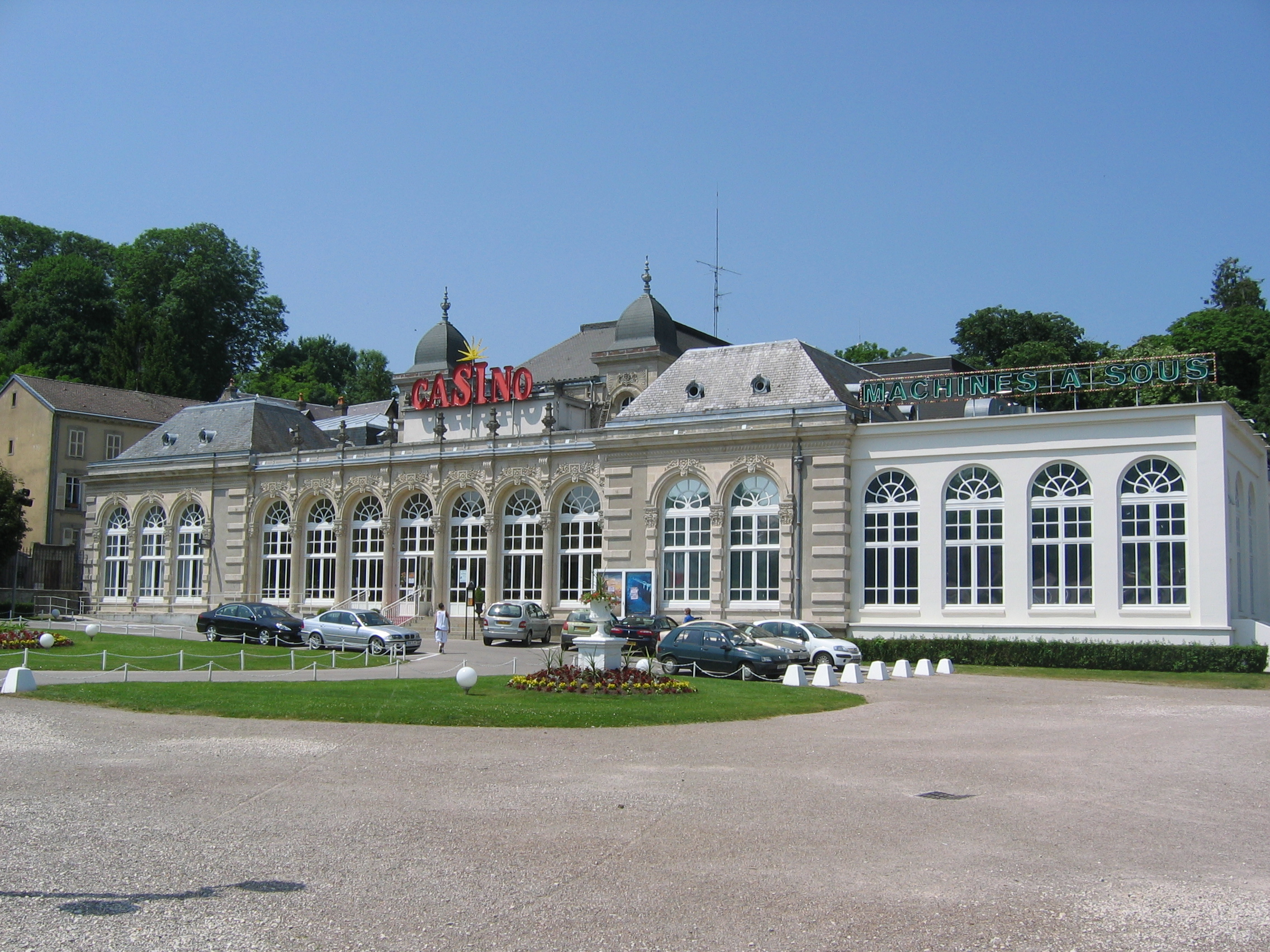
Cazinoul.
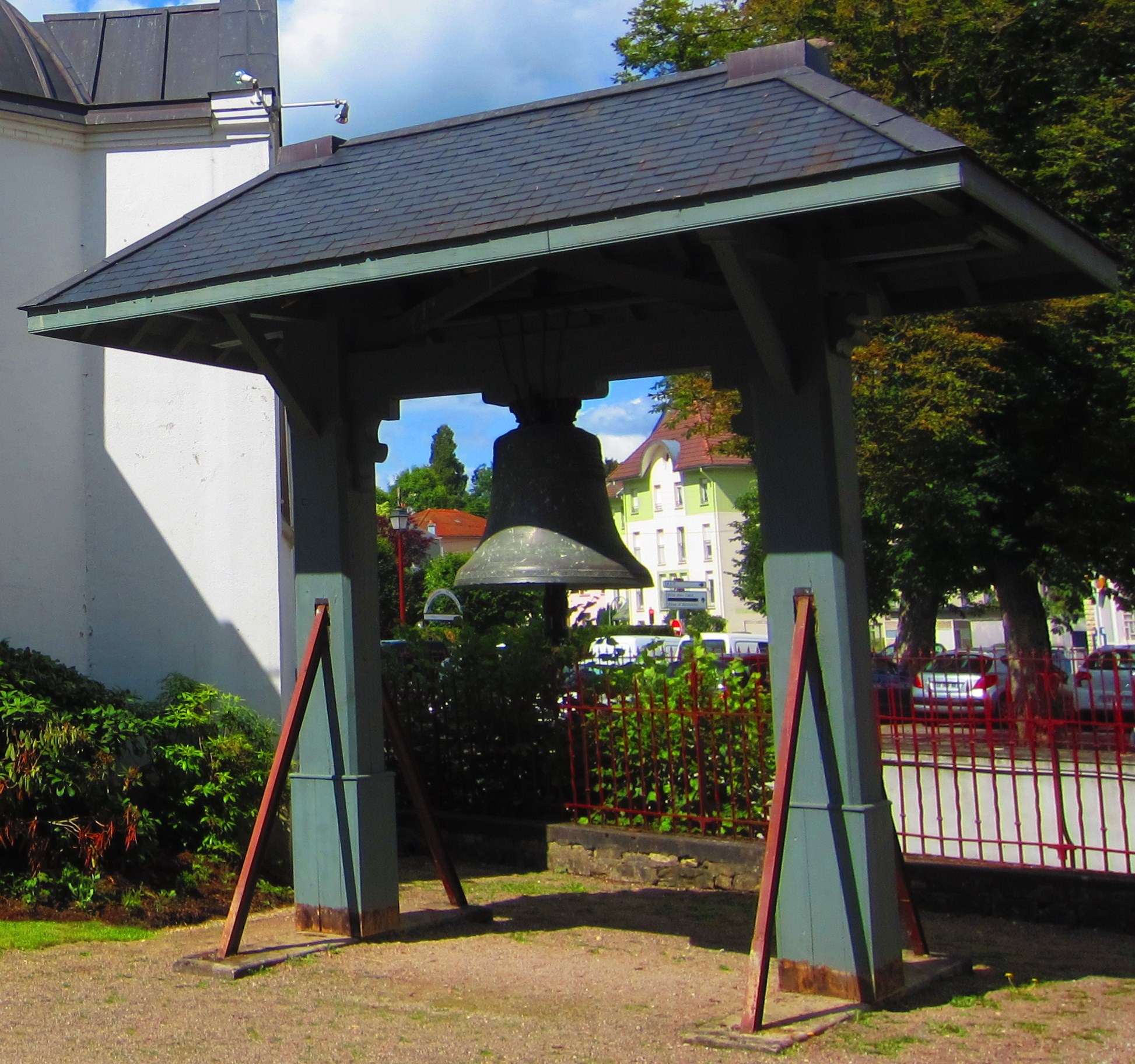
Clopotul mare din fața capelei ortodoxe.
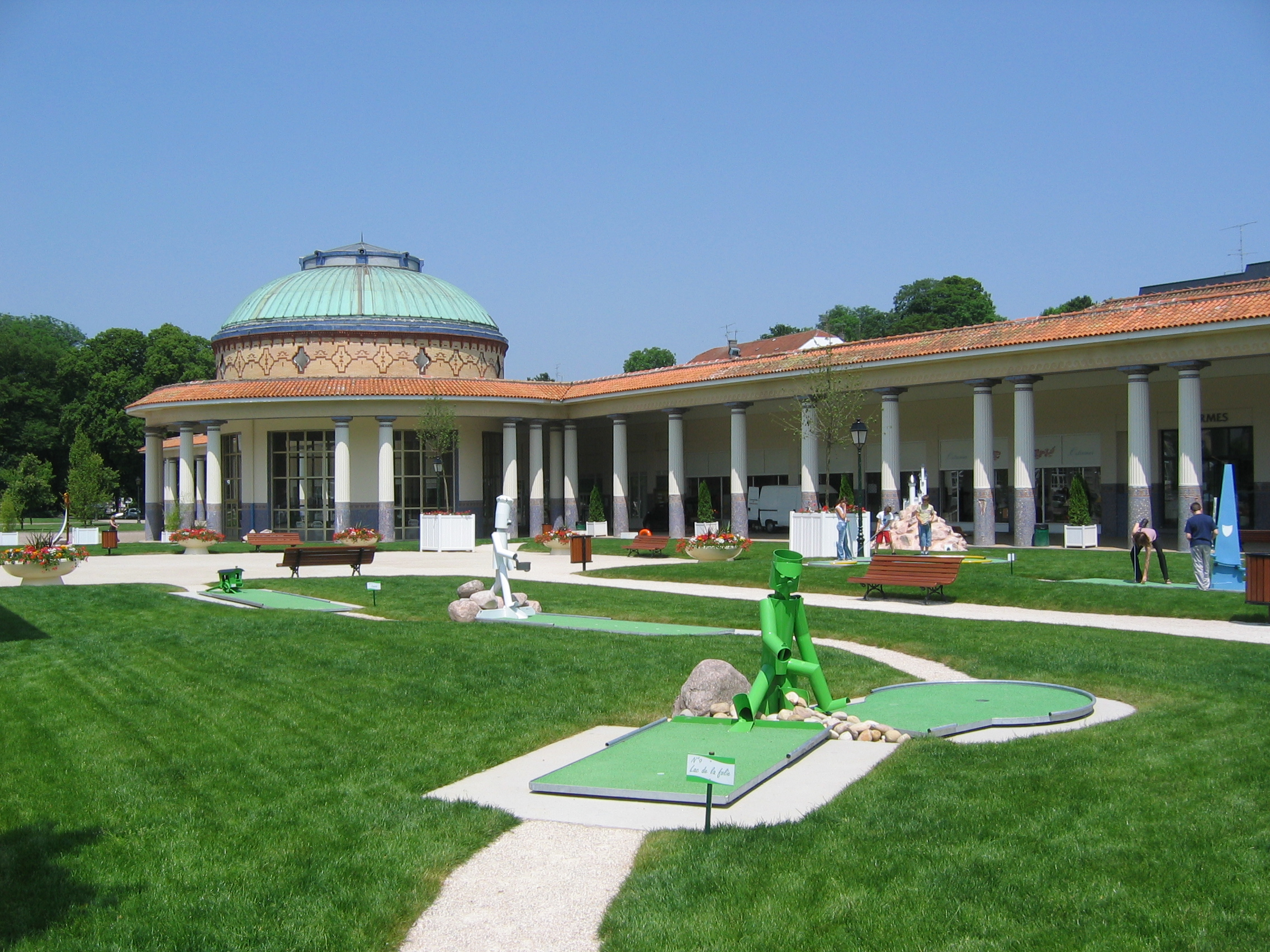
Noul pavilion (Rotonda) și galeriile.

O nouă industrie apare pentru a răspunde cererii tot mai mari de apă îmbuteliată; se construiește o fabrică modernă pentru îmbutelierea, ambalarea și expedierea apei minerale. Domeniul termal este, de asemenea, remodelat; arhitectul Charles Mewès, care a construit hotelul Cosmos, este responsabil de proiectare, folosind beton pe care îl acoperă cu ceramică. După demolarea clădirilor la sfârșitul sezonului 1909, începe reconstrucția unui nou pavilion, a unei galerii lungi cu peristil și a unui nou stabiliment de tratamente termale.
Personalitățile se intersectează în acest Contrexéville: șahul Persiei, care va veni de trei ori (în 1900, 1902 și 1905), regina Isabela a II-a a Spaniei, marea ducesă Maria de Mecklenburg-Schwerin (Maria Pavlovna a Rusiei), care se va refugia aici după revoluție, va deceda și va fi înmormântată alături de familia sa, împreună cu o întreagă colonie de ruși și o mulțime de diplomați. Printre cei care urmează tratamentele, se numără și scriitorul Octave Mirbeau, fostul prefect de poliție Louis Andrieux, tatăl scriitorului Louis Aragon, și Jean Jaurès (în 1908).

#### Primul Război Mondial
Când războiul este declarat în plină sezon termal pe 3 august 1914, stațiunea se golește de toți oaspeții și de tinerii din Contrexéville. Pe parcursul conflictului, hotelurile, acum transformate în spitale, primesc răniții de pe front. În 1914, stațiunea avea 942 de locuitori, 292 de gospodării și 276 de case, la care se adaugă 39 de hoteluri. În 1913, stațiunea a fost frecventată de 4.800 de oaspeți.

#### Perioada interbelică
După război, afluxul de turiști umple din nou hotelurile și activitatea economică reîncepe, însă o luptă de influență modifică fizionomia consiliului de administrație al Societății Apelor Minerale: în 1929, un nou președinte este ales, François André, regele cazinourilor din Franța. În acea perioadă, criza economică lovește Europa după ce a zguduit Statele Unite ale Americii. Comportamentul municipalității și al societății apelor este diferit în timpul acestei perioade de recesiune, iar rezultatul va influența evoluția ulterioară, resimțindu-se efectele și după Al Doilea Război Mondial.
Orașul Contrexéville: noul primar Marcel Boucher are ambiții de a dezvolta stațiunea termală. Încearcă să-și realizeze proiectele și, deși reușește să implementeze unele dintre ele, nu reușește să finalizeze proiectul care ar fi trebuit să modifice radical urbanismul aglomerării. Acest proiect prevedea extinderea și crearea unei noi rețele de drumuri, zone hoteliere, zone rezidențiale, zone industriale, spații verzi și un spațiu sportiv. Nu găsește nici promotori, nici investitori.
Société des Eaux Minérales: Abordă cu prudență evenimentele, pe de o parte înghețând propriile investiții și, pe de altă parte, neangajându-se în proiectul municipal care prevedea, printre altele, cedarea terenurilor pentru construirea unei noi fabrici de îmbuteliere. Consiliul de administrație își concentrează întreaga activitate pe primirea oaspeților, care reprezintă un potențial de clienți pentru cazinou. Vânzarea apei îmbuteliate este neglijată, abia dacă se modernizează liniile de producție, în timp ce stațiunile rivale investesc în noi fabrici și în extinderea și îmbunătățirea domeniului lor imobiliar.

#### Al Doilea Război Mondial
La începutul lunii mai 1940, stațiunea termală adăpostește sediul general al Diviziei a 3-a de infanterie nord-africană și unități spitalicești. Pe 14 iunie, un bombardament al Luftwaffe ucide două persoane în retragere și avariază numeroase clădiri ale Societății Apelor Minerale, precum și hotelul Continental.
Pe 19 iunie, tancurile lui Guderian invadează Contrexéville, care va fi ocupat până în 1944. În această perioadă, armata germană înființează un spital la hotelul Cosmos pentru a-și primi în convalescență răniții din Rusia și Africa de Nord. Economia locală suferă: numărul oaspeților este redus, îmbutelierea apei minerale este nesemnificativă, și se instalează o stare de penurie.
Societatea de fabricare a hârtiei Mougeot din Laval-sur-Vologne redeschide în 1942 mina de cărbune situată între Contrexéville și Bulgnéville, care fusese închisă din 1903, pentru a extrage combustibilul necesar producției sale. Mina angajează până la 140 de muncitori, dintre care mulți sunt tineri care astfel evită serviciul de muncă obligatorie (STO) în Germania, și printre aceștia se numără mulți rezistenți.
În lunile iunie și iulie 1944, represiunea lovește FFI-ul din Contrexéville, care trecuseră de la faza de colectare a informațiilor la acțiuni directe împotriva unităților inamice aflate în retragere. Trei rezistenți sunt deportați, iar doar unul dintre ei se va întoarce din lagărele de concentrare.
Pe 11 septembrie 1944, spre sfârșitul zilei, orașul este eliberat de Divizia a 2-a Blindată, comandată de generalul Leclerc. Subgrupul comandantului Massu conduce asaltul cu tancurile Regimentului 12 Cuirassiers și infanteriștii Batalionului de Marș al Ciadului. În timpul luptei, 64 de soldați germani sunt uciși, numeroși sunt răniți, iar 500 sunt capturați. De partea aliaților, se înregistrează pierderea a doi infanteriști francezi. A doua zi, asaltul asupra orașului Vittel se soldează cu încă doi soldați francezi căzuți pe câmpul de onoare, înainte ca bătălia de tancuri de la Dompaire să se încheie în zilele următoare în favoarea Diviziei a 2-a Blindate.
După eliberarea Contrexéville, primarul orașului, care locuia la Paris, este condamnat pentru colaborare cu inamicul. El se refugiază în Argentina, unde va deceda în 1968.

#### După Al Doilea Război Mondial
Mina de cărbune încetează producția de lignit în 1948 și de ghips în 1952. Îmbutelierea și expedierea apei minerale reîncepe, iar sezoanele termale se succed treptat, atrăgând un număr din ce în ce mai mare de curiști, ajungând la 5.000, inclusiv mulți francezi din teritoriile de peste mări care vin să se relaxeze „la verde”. După renovare, hotelurile încep să primească turiști estivani, cu excepția hotelului Continental, care rămâne închis. Proprietarul său îl donează statului pentru a fi transformat într-un centru de formare profesională. Astăzi, acesta este încă un liceu profesional, renumit pentru formarea hotelieră de calitate, contribuind la prestigiul stațiunii.
Contrexéville, care avea încă 963 de locuitori în 1940, s-a populat brusc, ajungând la 1.785 de locuitori în 1950 și 2.864 în 1960. În 20 de ani, populația s-a triplat. Această creștere are două motive principale:
- Societatea Apelor Minerale, care a fost cumpărată în 1953 de grupul Perrier, ce dorea să își diversifice producția de apă gazoasă prin producția de apă plată, consolidându-și astfel poziția pe piața apelor minerale îmbuteliate.
- Instalarea unei cazarme a Bazei Aeriene 902, care a angajat numeroase cadre militare. Aceștia s-au stabilit în oraș și și-au întemeiat familii aici.

Orașul se extinde și se înfrumusețează, iar lacul își triplează suprafața. O nouă unitate industrială de îmbuteliere este construită în afara aglomerației, angajând numeroși muncitori. Producția crește semnificativ, ajungând la 800 de milioane de litri de apă îmbuteliată pe an.
Thermalismul francez suferă o regresie severă începând din 1970, iar Contrexéville începe deja să resimtă consecințele, numărul curiștilor scăzând la 2.500, iar unele hoteluri încetându-și activitatea. O reevaluare a strategiei devine necesară; aceasta este provocarea pe care municipalitatea, societatea apelor și actorii economici din oraș o vor confrunta și rezolva cu succes.
În 1979, stațiunea din Vosgi, specializată în tratarea problemelor de obezitate, introduce „forfait ligne”, un tratament de zece zile pentru pierderea kilogramelor în plus, având ca atracție principală un masaj cu patru mâini sub duș. Numărul vizitatorilor crește semnificativ, de la 1.253 în 1980, ajungând la 3.442 în 1986.
În același timp, scăderea numărului de vizitatorilor tradiționali continuă, aparent ireversibil, dar această scădere este în mare măsură compensată de diversele forme de sejururi oferite de stabilimentul termal și de oficiul de turism.
Contrexéville își continuă expansiunea, orașul se echipează cu multiple instalații culturale și sportive și continuă să se extindă, formând o aglomerație vastă. După restructurarea centrului orașului, acesta păstrează un domeniu termal care formează un spațiu verde plăcut.

#### Anii 1990
Dar un nou tournant trebuie să fie negociat, în urma evenimentelor de la sfârșitul secolului XX. În 1992, grupul Perrier, proprietarul îmbutelierii și al stabilimentului termal, este cumpărat de compania Nestlé, care deținea deja stațiunea termală de la Vittel din anii 1980. În 2000, cazarma Bazei Aeriene 902 își închide porțile, iar militarii părăsesc stațiunea; mulți dintre ei au rămas.

#### Secolul 21
Nestlé a inițiat atunci o reorganizare totală a celor două site-uri hidrominérale, începând prin crearea unei societăți (AGRIVAIR) pentru a proteja și garanta calitatea apelor minerale. Apoi, în 2001, a vândut grupului Partouche cazinoul din Contrexéville, termele și domeniile termale din Contrexéville și Vittel, păstrând doar fabricile de îmbuteliere a apelor.
La începutul secolului XXI, o nouă eră se deschide pentru orașul Contrexéville, care continuă să se apropie de Vittel. Orașul a început un dialog cu Nestlé și Partouche pentru a încuraja relansarea unui neo-termalism destinat să continue promovarea exploatării apelor minerale, al căror renume a ajuns să fie cunoscut în întreaga lume.
Totuși, în 2008, primarul Arnauld Salvini se vede constrâns să răscumpere termalele de la Grupul Partouche, care dorea să împiedice deschiderea sezonului termal din motive de „neconformitate”, o acuzație care a fost respinsă câteva săptămâni mai târziu de reprezentanții ministerului Sănătății.

## Populația și societatea

### Date demografice
Evoluția numărului de locuitori este cunoscută prin recensămintele populației efectuate în comuna respectivă începând din 1793. Pentru comunele cu mai puțin de 10 000 de locuitori, un recensământ al întregii populații este realizat la fiecare cinci ani, populațiile legale pentru anii intermediari fiind estimate prin interpolare sau extrapolare. Pentru comuna Vittel, primul recensământ exhaustiv în cadrul noului dispozitiv a fost realizat în 2006.
În 2021, comuna număra 3019 locuitori, în scădere cu 8,06 % față de 2015 (Vosges: −7,36 %, Franța fără Mayotte: +1,84%).
| An        | 1793 | 1821 | 1841 | 1856 | 1876 | 1886 | 1901 | 1921 | 1936 | 1962 | 1982 | 2006 | 2016 | 2021 |
| --------- | ---- | ---- | ---- | ---- | ---- | ---- | ---- | ---- | ---- | ---- | ---- | ---- | ---- | ---- |
| Populație | 555  | 639  | 708  | 633  | 772  | 875  | 937  | 805  | 963  | 2155 | 4090 | 3507 | 3232 | 3019 |

### Comunitatea comunelor
În urma reformei privind intercomunalitățile, a fost înființată pe 1 ianuarie 2010 sub denumirea de „comunitate de comune des Sources de Vittel-Contrexéville” și cuprindea doar două comune (Contrexéville și Vittel). Ulterior, la 1 ianuarie 2017, a fost redenumită „Comunitatea de comune Terre d'Eau”.
Intercomunalitatea Vittel-Contrexéville a implementat „Route des Jardins” (Drumul Grădinilor) cu scopul de a conferi fiecărei comune din comunitate o identitate bazată pe fauna și flora locală. În Contrexéville, acest concept se materializează prin „Jardin Russe” (Grădina Rusă).

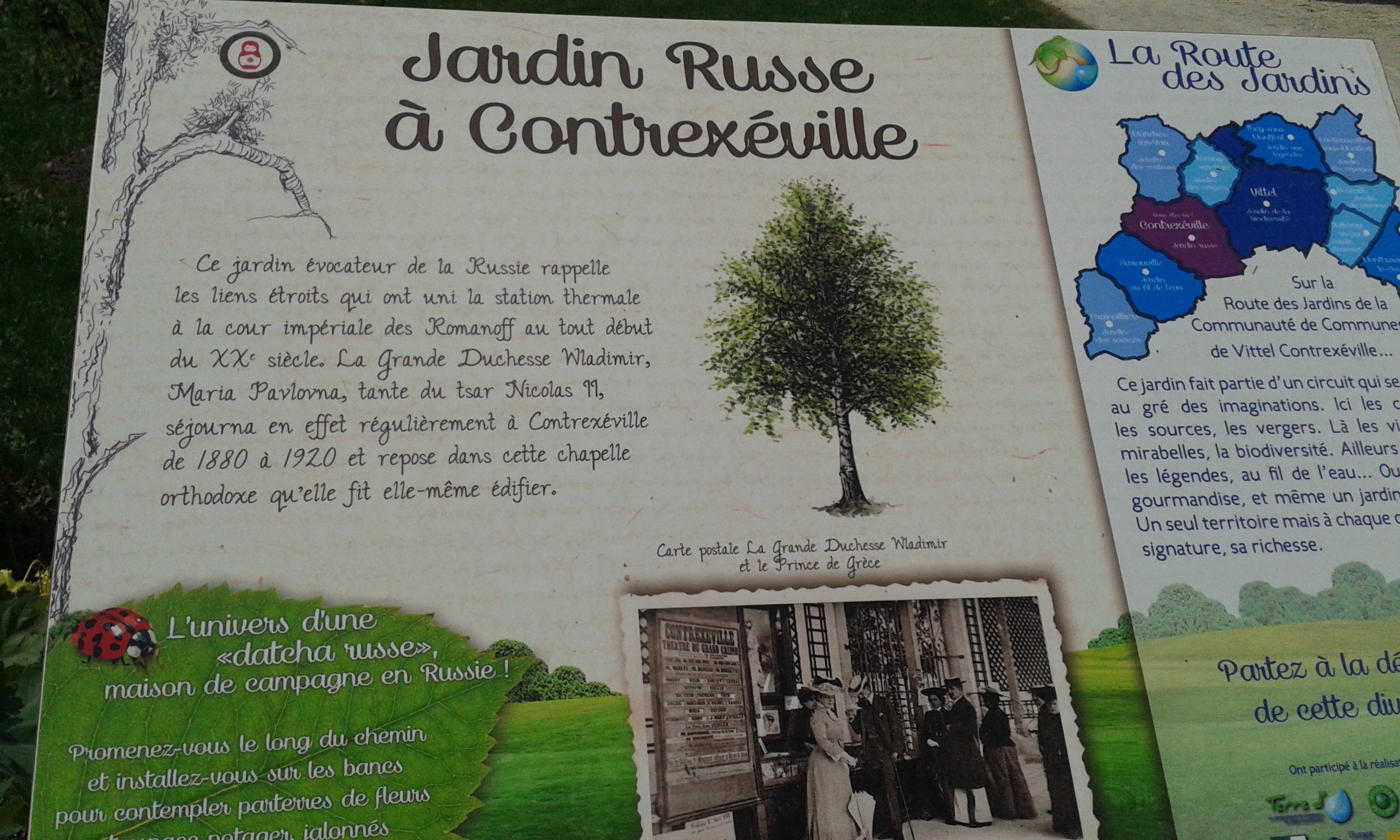
Grădina rusă de la Contrexéville.

### Sporturi
- Stadionul Philippe-Cordier include trei terenuri de joc (un teren principal, un teren secundar și un teren de fotbal cu 7 jucători) și poate găzdui 250 de persoane în tribunele sale.
- Complexul sportiv este un clădire care adună mai multe săli: o sală multisport pentru sporturi colective (baschet, handbal...) și escaladă, un dojo, o sală de forță și o sală de muzică.
- Gimnaziul Jean-Paul-Ferry poate găzdui mai multe sporturi colective (baschet, handbal, volei), badminton și gimnastică într-o sală de 800 m² cu 200 de locuri în tribune.
- Boulodromul Henri-Vaubourg permite practicarea petanque-ului pe un spațiu de 400 m².
- Sală sportivă, cu o suprafață de 800 m², este un spațiu multisport.
- Skate park-ul din parcul Bellevue este o platformă de 450 m² cu lansator, rampă și ollie box.
- Turneul de tenis din Contrexéville, cunoscut din 2015 sub numele de Grand Est Open 88, este un turneu internațional de tenis care a fost înființat în 1994.

## Economie

### Uzina de îmbuteliere

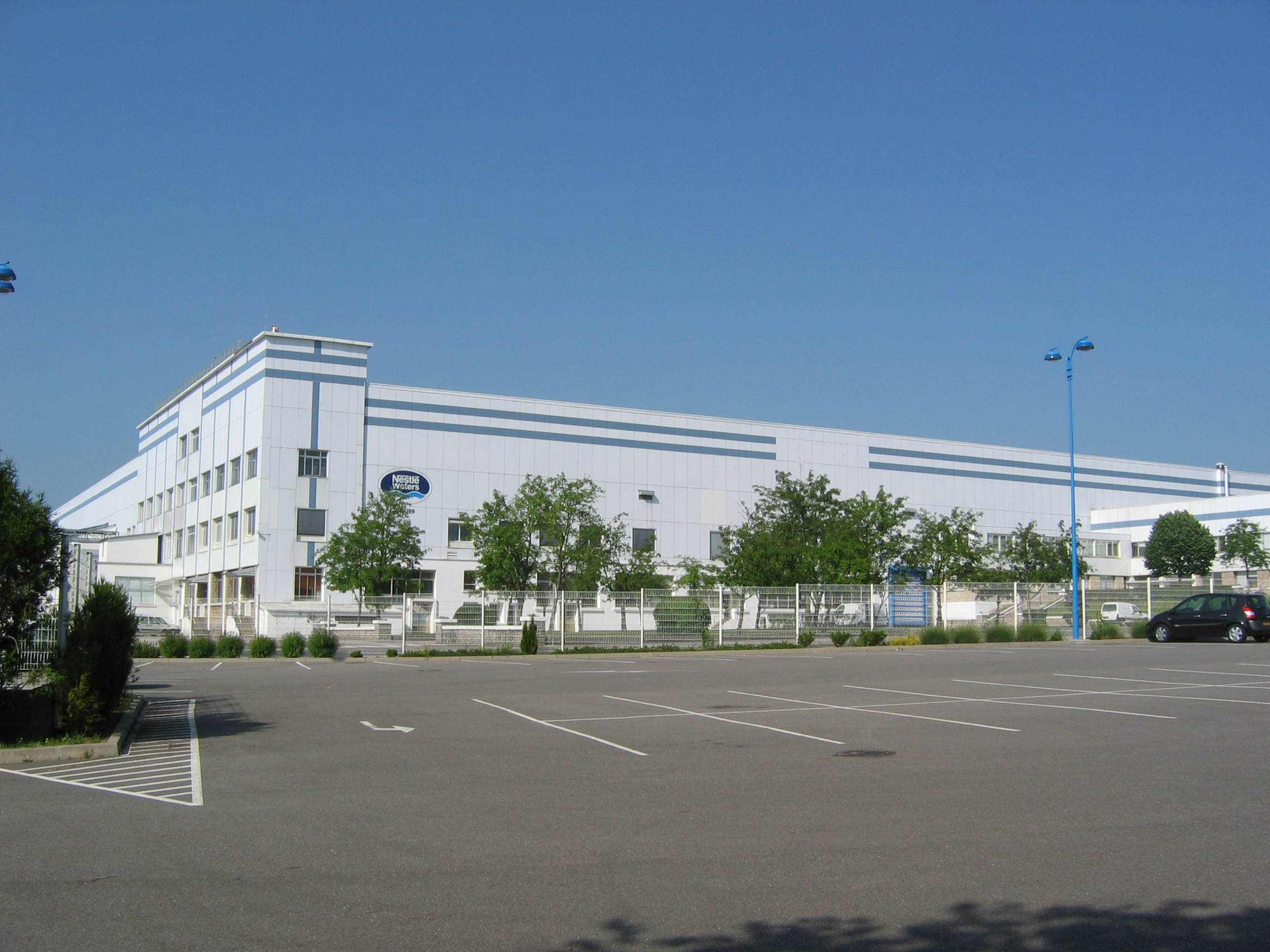
Fabrica de îmbuteliere.

Grupul Nestlé, care a cumpărat în 1992 grupul Perrier, inclusiv Contrex, deține un important centru de îmbuteliere a apei minerale în oraș. Acest centru include, printre altele, o fabrică de îmbuteliere care angajează aproximativ 900 de persoane și ocupă o suprafață de 250.000 m². Fabrica de îmbuteliere produce în prezent 600 de milioane de sticle pe an (față de 500 de milioane în 1998 și 100 de milioane în 1958). Acviferele situate sub Contrexéville sunt pompite în numeroase locuri din oraș și din satele din jur, prin intermediul stațiilor de pompare deținute de grup.

### Termalism
Din 1774, anul înființării primului stabiliment termal, Contrexéville atrage numeroși turiști care beneficiază de tratamente pentru corp și față. Termele sunt deschise pe tot parcursul anului. Pe lângă consumul de apă minerală din sursele termale, termele oferă cure medicalizate, precum și tratamente de relaxare și înfrumusețare, axate în principal pe ajutorul în pierderea în greutate. Termele au primit aprobarea din partea Ministerului Sănătății pentru următoarele tratamente:
- Bolile aparatului digestiv și bolile metabolice:
  - Supraponderalitate
  - Obezitate
  - Hipercolesterolemie
  - Hiperuricemie
  - Hipertrigliceridemie
  - Diabet de tip 2

- Bolile aparatului urinar:
  - Litiaza renală
  - Sechele ale intervențiilor chirurgicale sau litotriție
  - Infecții urinare recurente

Apa de Contrexéville este utilizată de asemenea pentru tratarea bolilor rinichilor, ficatului, gutei, diabetului și reumatismelor.

### Turism
O vacanță pe drum începe la Contrexéville. Este vorba despre „Route verte” (în germană Grüne Straße), care traversează Munții Vosgi, trece granița (Rinul) la Neuf-Brisach și se îndreaptă spre Freiburg im Breisgau, apoi traversează Pădurea Neagră și își încheie traseul spre nord la Lindau și spre sud la Konstanz în Germania.
Întâlnirea anuală a Pastoralei Regionale a Turismului, Timpului Liber și Termalismului din Regiunea Est are loc la Plombières-les-Bains.

### Agricultura
Creșterea bovinelor și a ovinelor.
Ferma Lhuillier este cunoscută pe plan național pentru numeroasele sale participări la Salonul Agriculturii, având în special locul doi pentru rasa Prim'holstein cu Tocaross în 2016.

## Cultura și patrimoniul local

### Locuri si monumente

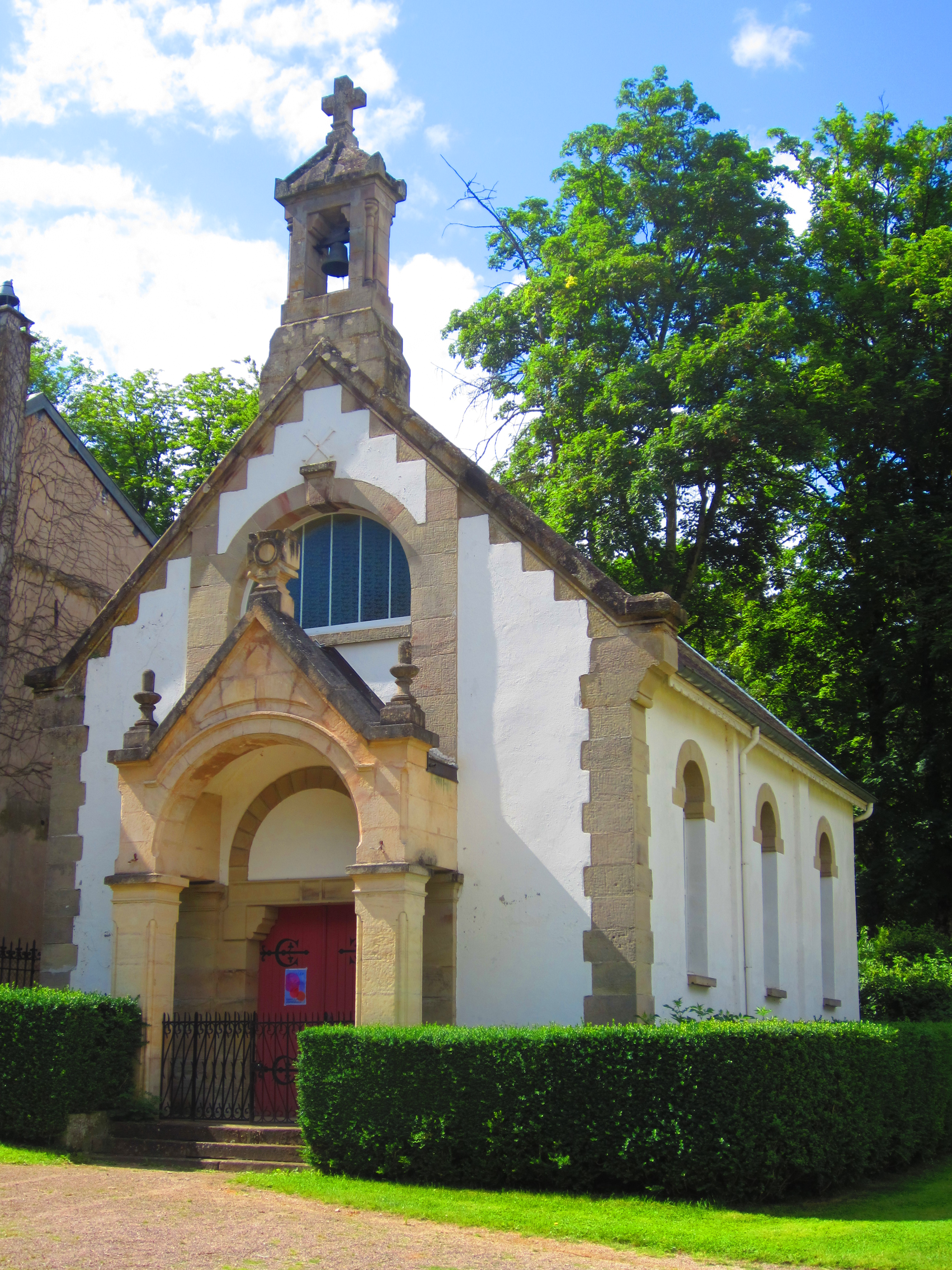
Templul anglican

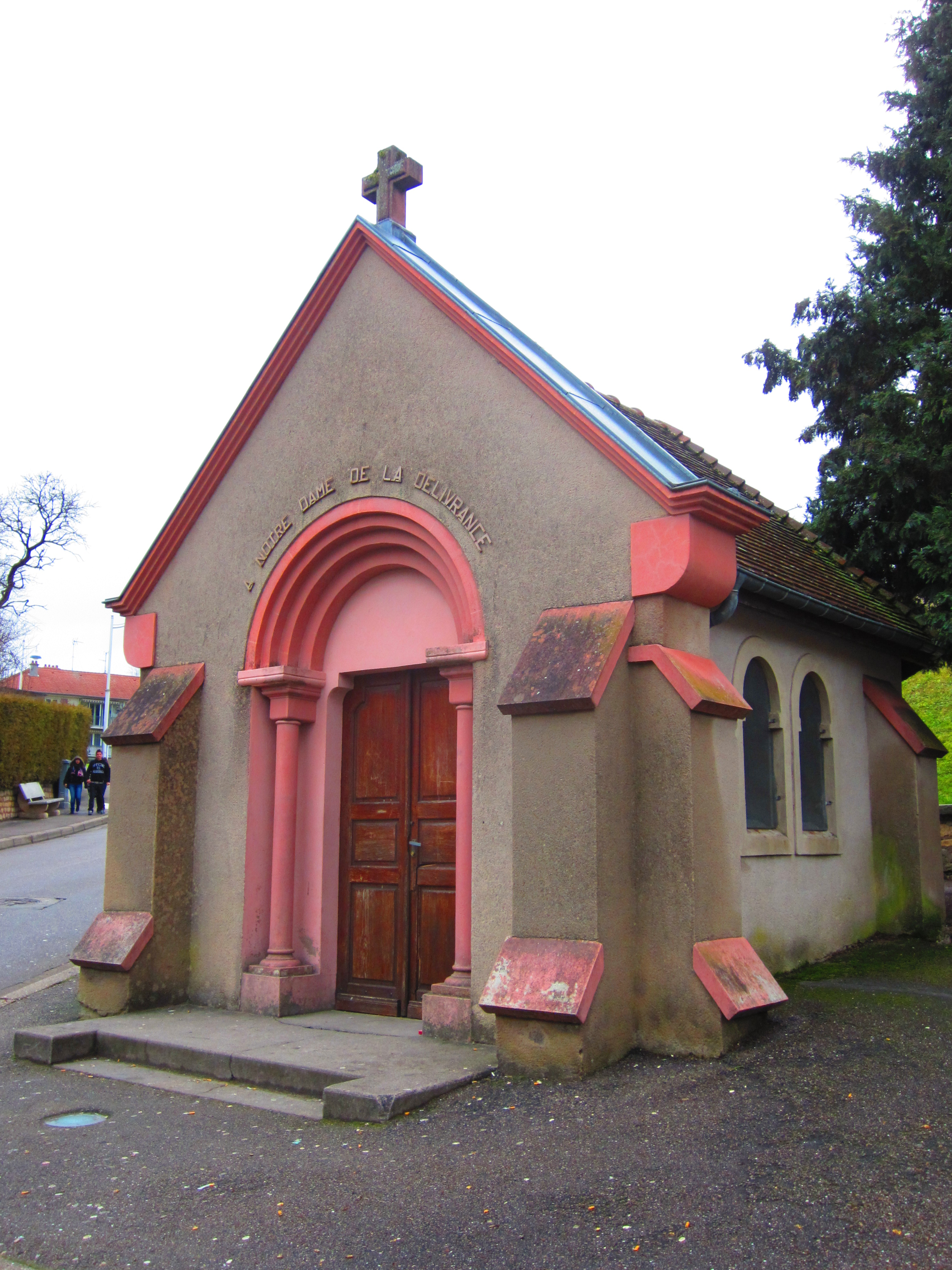
Capela Notre Dame de Délivrance

#### Patrimoniul antic
- Tumuli (tertreuri) celtici (700-450 î.Hr.) în pădurea Hazau.

#### Patrimoniul religios
- Biserica Saint-Epvre: biserică romanică din secolul al XII-lea, care conține numeroase statui, un altar din calcar de la sfârșitul secolului al XV-lea[43] și al cărei clopotniță este înscrisă pe lista monumentelor istorice conform decretului din 3 martie 1926[44].
  - O orgă în tribune, deasupra intrării, a fost construită în 1909 de Henri Didier & Cie; instrumentul a fost ulterior modificat de Roethinger[45][46].
- Capela Notre-Dame-de-la-Délivrance
- Templul anglican construit în 1893 de arhitectul François Clasquin pentru vizitatorii englezi; acest templu a fost ulterior cedat Bisericii Reformate din Franța, fiind situat în Parc Thermal.
- Capela ortodoxă rusă construită în 1909 de arhitectul François Clasquin, unde sunt înmormântați marea ducesă Maria de Mecklenburg-Schwerin (1854-1920) și fiul ei, prințul Boris Vladimirovitch (1877-1943)[47].

#### Patrimoniul civil
- Rotonda[48] și Marea Galerie Termală (surse, băi termale, magazine), datând din 1909, au fost complet reabilitate.
- Cazinoul a fost construit în 1900 de arhitectul François Clasquin[49]. În stil venețian la exterior, acesta are plafoane înalte de peste șase metri, lambriuri și picturi decorative. Cazinoul găzduiește un teatru clasic cu 300 de locuri, trei săli de recepție și zona de jocuri, care include mașini de sloturi, Poker Texas Hold'em și Black-Jack.
- Gara Art Deco, construită între 1928 și 1933, a fost înscrisă ca monument istoric prin decretul din 11 iunie 2013[50][51].
- Ansamblu de fântâni și cascade moderne din marmură și mozaic, construite în anii 1980 (arhitecți: Nicolas Normier și Jean-Marie Hennin): Place des Fontaines (aliniament de 24 de fântâni pe 80 m), Place des Cascades (cascade și masiv vegetal), Fontaine Verte[52], Fontaines Bleues[53] și Galeria Marché.

#### Patrimoniul minier
Din anii 2000, Cercul de Studii Locale Contrexéville întreține site-ul galeriei de mină de cărbune din anii 1940 și organizează vizite cu ocazia zilelor patrimoniului, precum și o expoziție.

Vestigii ale galeriei din anii 1940.
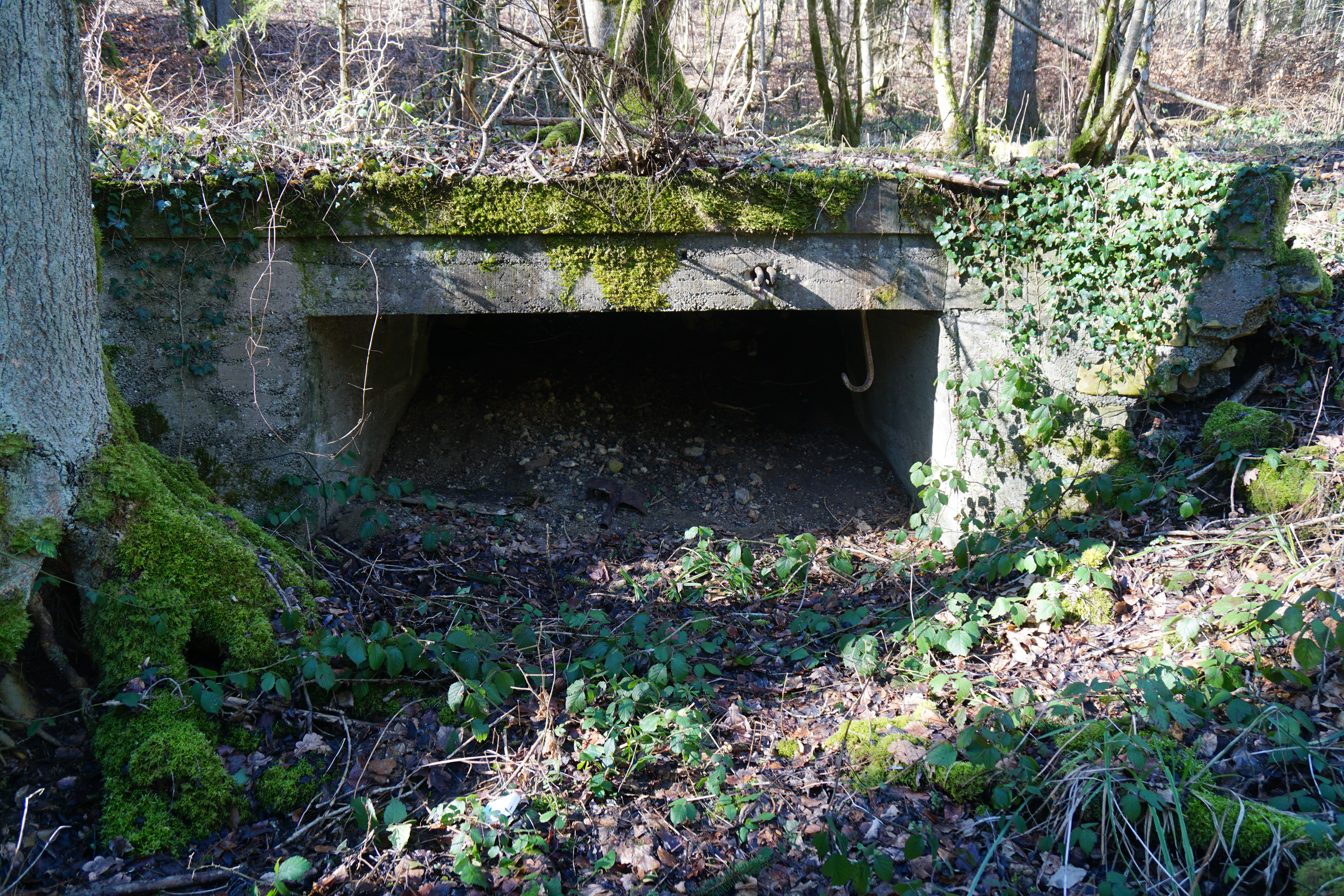
Intrarea din beton a galeriei.
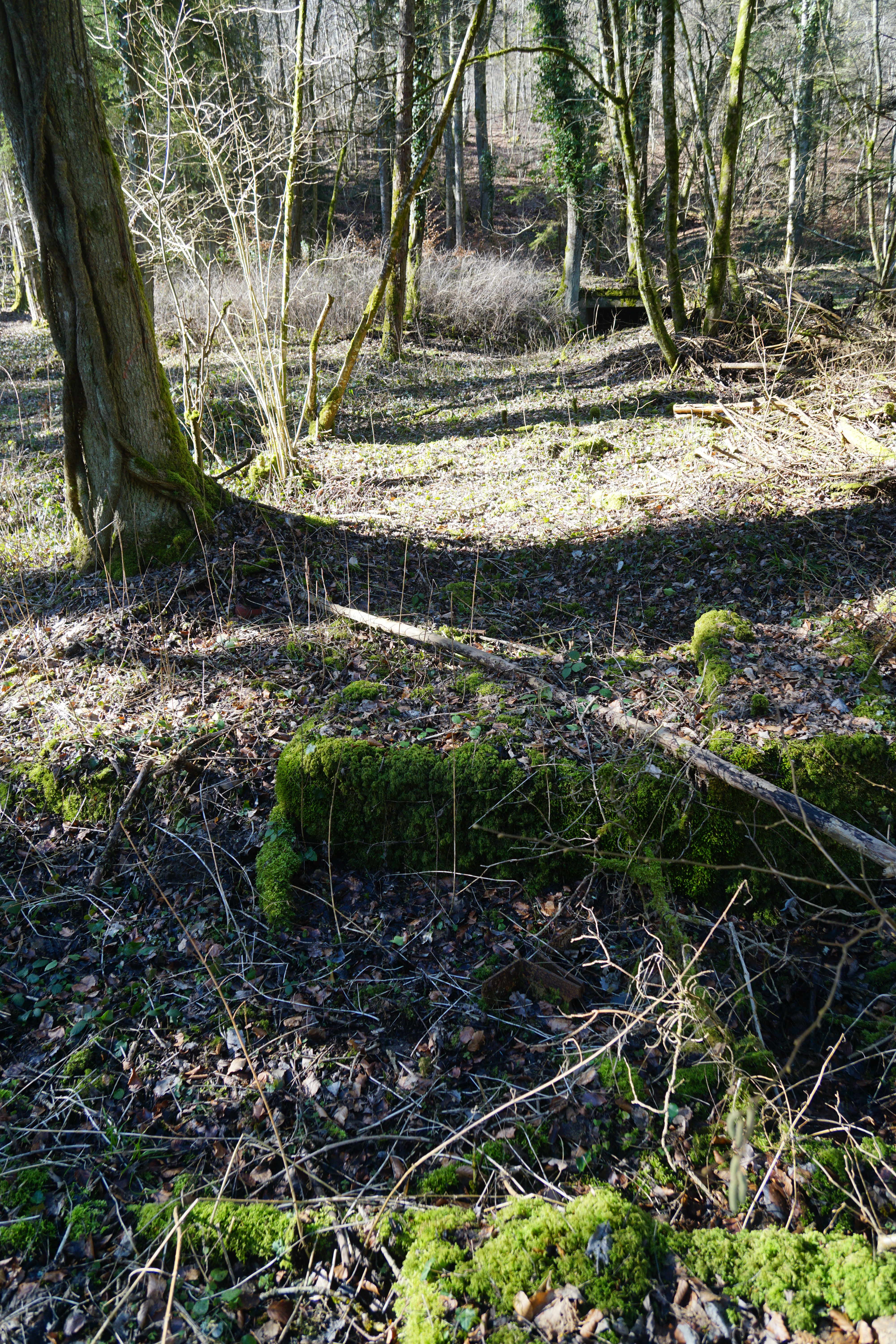
Locul unde era amplasat troliul.
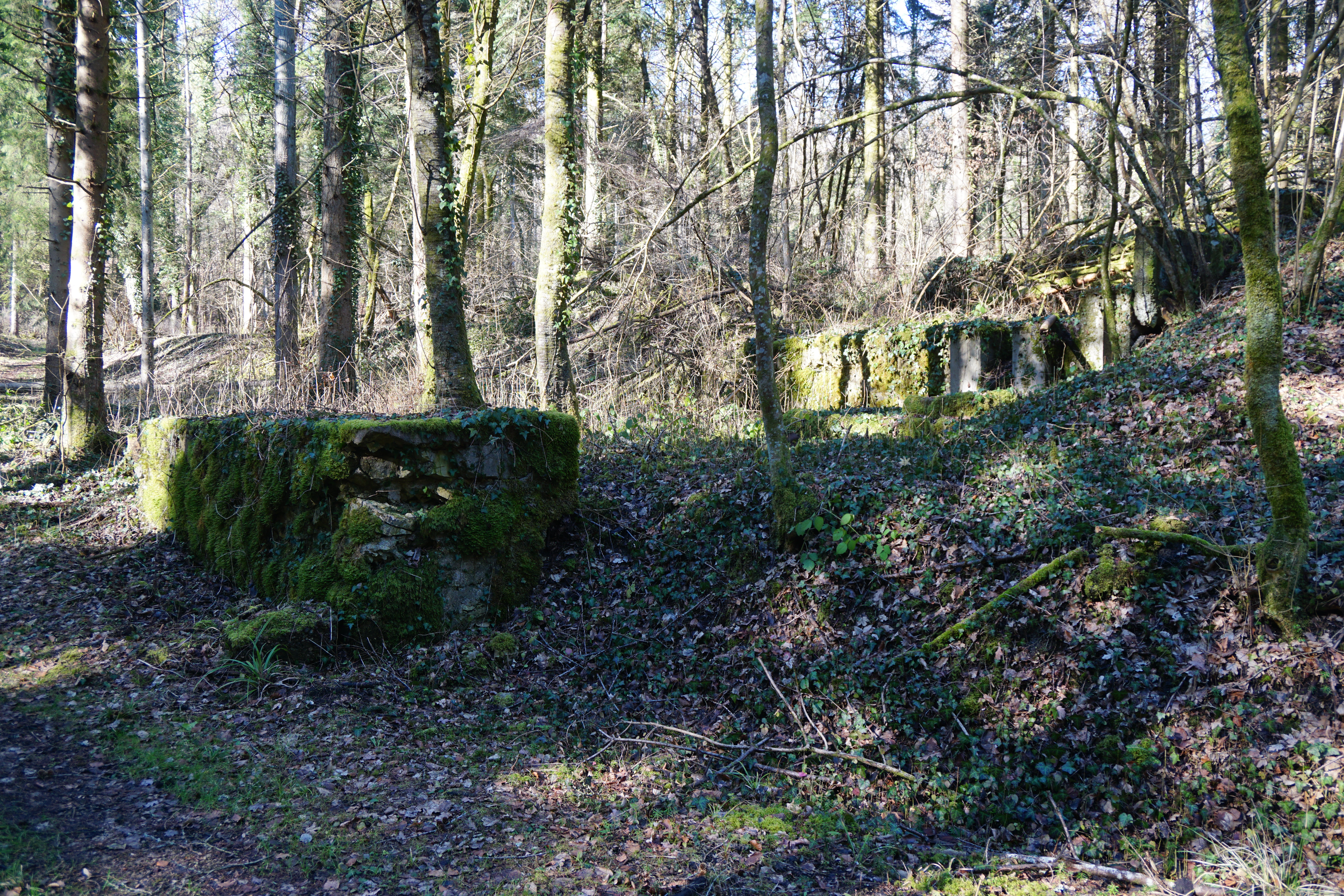
Ruinele clădirilor.
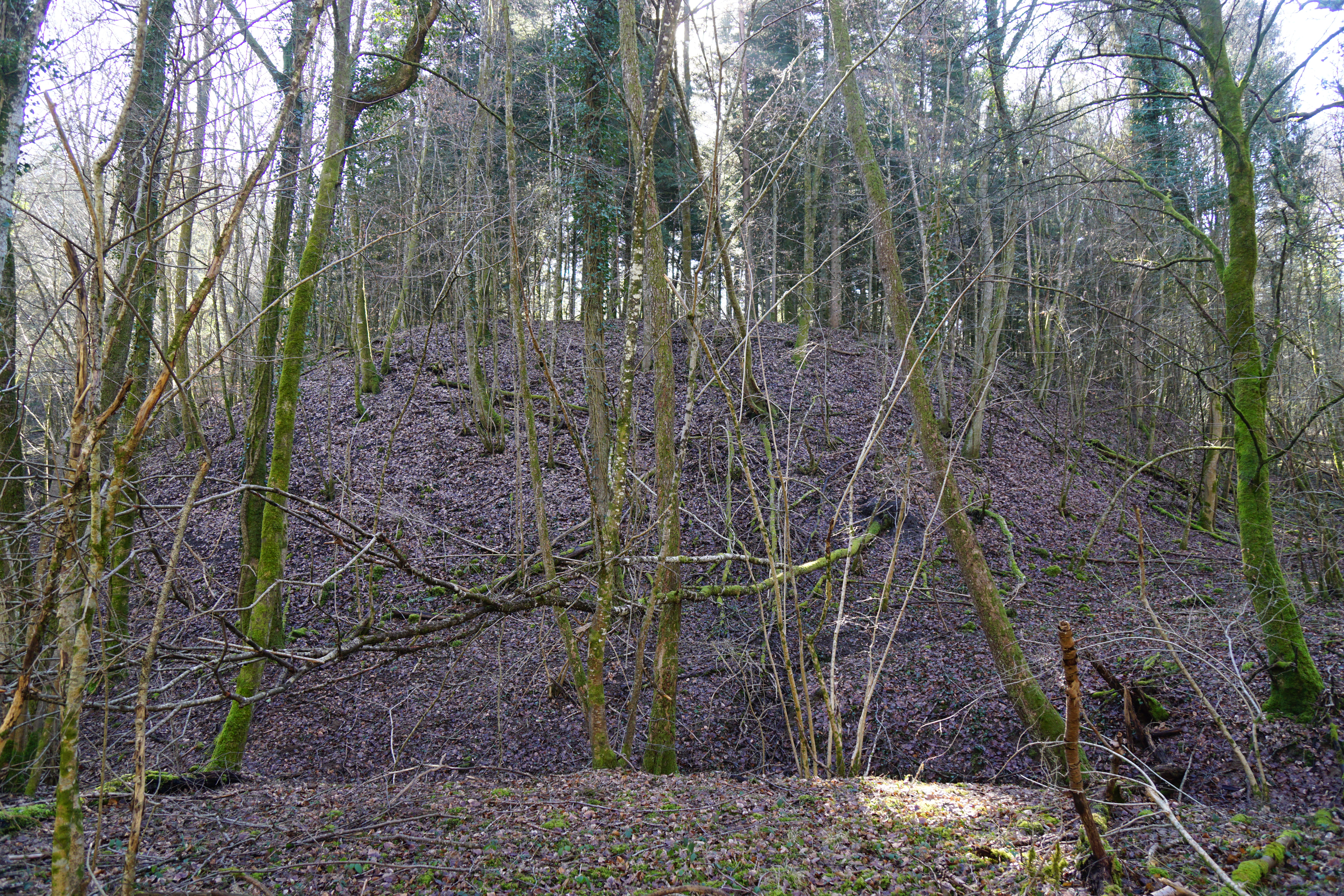
Extremitatea superioară a haldeului.
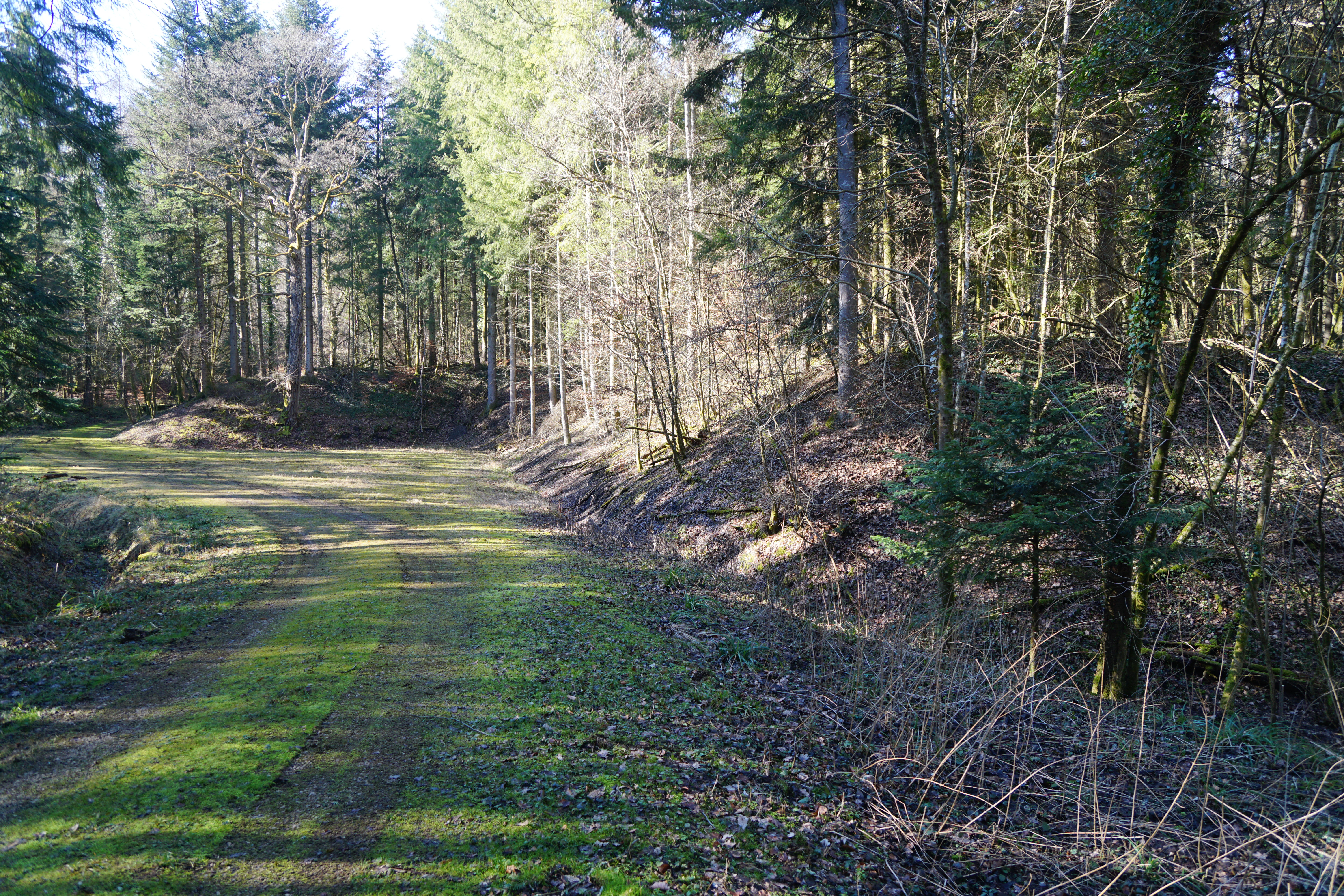
Haldeul de partea parcării.

#### Locuri remarcabile
- Parcul termal de patru hectare, principalul loc de promenadă pentru cei aflați în tratament în centrul orașului, adăpostește sursa Pavillon, templul protestant construit pentru oaspeții anglicani în 1893 de arhitectul François Clasquin, și biserica ortodoxă construită în 1909[31][32].
- Situl Lacs de la Folie: două lacuri (pescuit, hidrobiciclete), piscină exterioară, solar cu iarbă, loc de joacă, traseu de fitness, arboretum etc.
- Pădurea Hazau.
- Parcul Bellevue.
- Fabrica de îmbuteliere Nestlé a apei minerale naturale Contrex.

### Personalități

#### Oaspeți renumiți
- Paul Henri Thiry d'Holbach, savant și filozof materialist (1723-1789);
- regina Isabela a II-a a Spaniei, sfârșitul secolului XIX;
- Edmond Haraucourt, poet francez. O poveste de dragoste de la Contrexéville i-ar fi inspirat Rondel de l’adieu: „Partir, c’est mourir un peu.”
- șahul Persiei Mozaffar ad-Din Shah Qajar în 1900, 1902 și 1905;
- marele ducesă Maria de Mecklenburg-Schwerin (Maria Pavlovna a Rusiei) (1854-1920) timp de aproximativ douăzeci de ani, începând din jurul anului 1900;
- Mohammed al V-lea, regele Marocului, în 1933;
- Bourvil, actor și cântăreț, în jurul anului 1956;
- Léon Zitrone, jurnalist, în 1980.

## Înfrățiri
- Germania – Bad Rappenau - din 1982.
- Portugalia – Seia - din 1988.
- Portugalia – Luso - din 1988.
- Portugalia – Mealhada - din 1988.
- Regatul Unit – Llandrindod Wells - din 1992.